# Operace Saturn
Operace Saturn (prosinec 1942 - únor 1943) byla jedna z válečných operací druhé světové války, která navazovala na bitvu u Stalingradu.
Po skončení operace sovětských vojsk pod krycím jménem Uran došlo k obklíčení německých vojsk u Stalingradu. Další operace byla naplánována ve směru na Rostov na Donu, kde mělo podle sovětských představ dojít k odříznutí německých vojsk na Kavkaze. Pokus Mansteinových tankových vojsk o proražení blokády obklíčených německých jednotek ve Stalingradu však znamenal komplikace pro další postup Rudé armády. Jeho vojska nadále operovala mezi Donem a Volhou a neumožňovala Sovětům podniknou rozhodný útok. Intenzita sovětských útoků se stupňovala a v prosinci 1942 již byla neudržitelná. Hitler si byl vědom, že by mu mohlo hrozit i zde obklíčení a proto vydal rozkaz k postupnému stažení svých jednotek z Kavkazu.
Sovětům se sice nepodařilo do konce roku 1942 dosáhnout vytyčeného cíle, ovšem postupně obsazovali další území a podařilo se jim zcela přerušit zásobovací trasy do obleženého Stalingradu. Tuto operaci nazvali jako "Malý Saturn."

## Jednotky Osy v oblasti Operace Saturn v polovině prosince 1942
- Skupina armád B – Maximilian von Weichs
  - 2. armáda – Hans von Salmuth
  - 2. armáda(maďarská) – Gusztav Jány
  - 8. armáda(italská) – Isodoro hrabě Gariboldi
- Skupina armád Don – Erich von Manstein
  - 3. armáda(rumunská) – Petre Dumitrescu
  - 6. armáda – Friedrich Paulus
  - Armádní skupina Hollidt – Karl Hollidt
  - 4. tanková armáda – Hermann Hoth
  - 4. letecká armáda – Wolfram von Richthofen
- Skupina armád A – Ewald von Kleist
  - 17. armáda – Richard Ruoff
  - 1. tanková armáda – Eberhard von Mackensen